# Золотва (Быховский район)
Золотва́ (бел. Залатва) — деревня в составе Черноборского сельсовета Быховского района Могилёвской области Республики Беларусь.

## История
Первое упоминание относится к XVI веку. Входила в состав Быховского графства, которое принадлежало Ходкевичам, а затем, с начала XVII века, — Сапегам. В 1828 году приобретена помещиком Каспером Францевичем Славинским, который основал новый фольварк Неаполитанск-Золотва.

## Население
- 2010 год — 135 человек